# بیابان‌های ایران

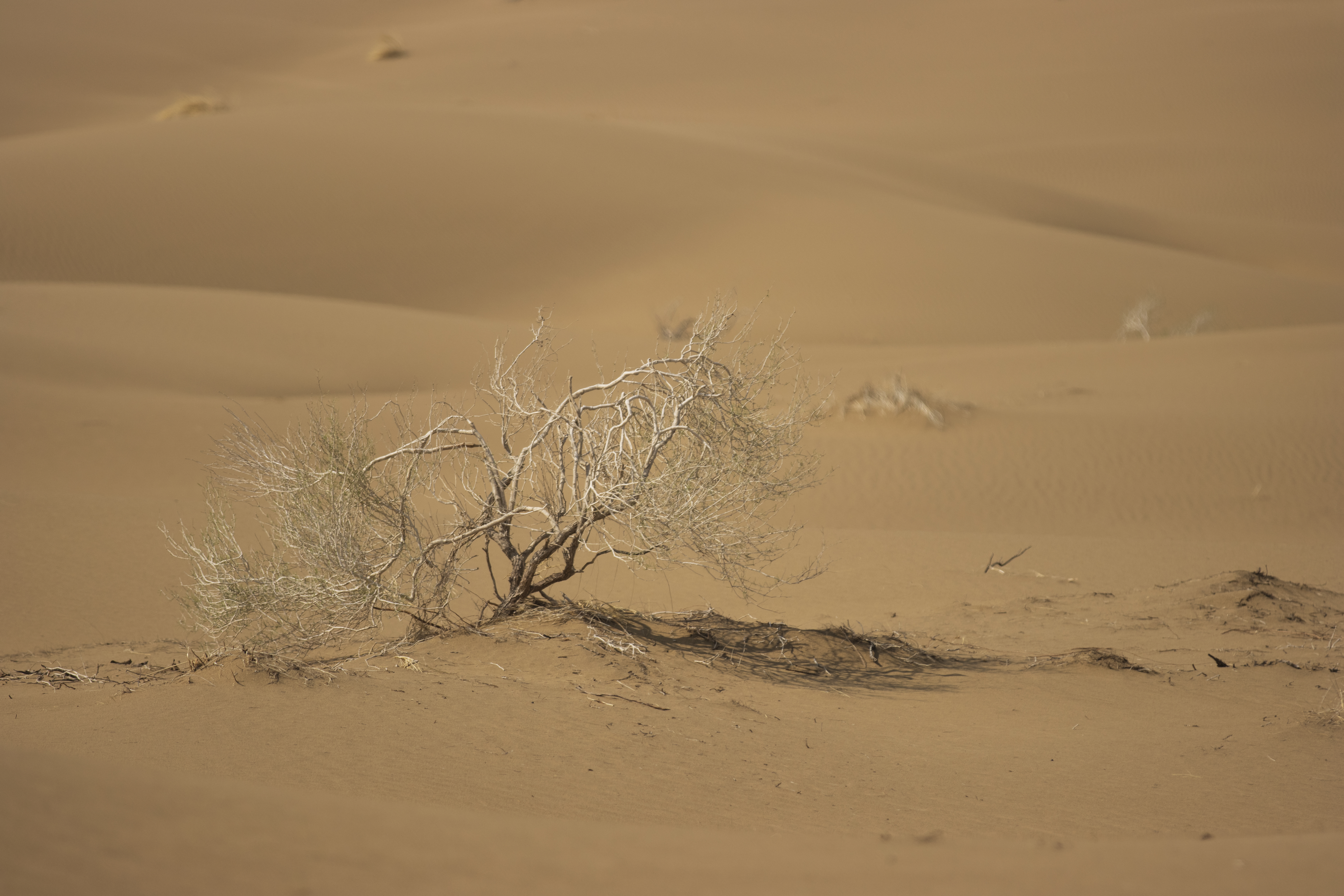
کویر مرنجاب واقع در دشت کویر ایران

وجود رشته‌کوههای البرز و زاگرس مانع از نفوذ توده‌های مرطوب به مرکز ایران شده و در نتیجه بخش وسیعی از کشور دارای اقلیم خشک و نیمه‌خشک می‌باشد. در نقشه‌هایی که تا به حال تنظیم شده است اغلب شمال صحرای مرکزی ایران را تحت عنوان «دشت کویر» و جنوب این صحرا را به‌عنوان «دشت لوت» مشخص نموده‌اند.
وسعت بیابان‌های ایران ۸۶ میلیون و ۵۰۰ هزار هکتار که در ۱۵استان ایران پراکنده هستند.
کانون‌های بحرانی و فرسایش بادی بیابان‌های ایران نزدیک به ۱۸۹ کانون است.
فعالیت‌های بیابان‌زدایی در ایران از سال ۱۳۴۵ آغاز شده و تا سال ۱۳۸۸ خورشیدی ۲۶ میلیون و یک‌صد هزار هکتار از جنگل‌های دست‌کاشت از گونه‌های مقاوم و متناسب با مناطق خشک در ایران ایجاد شده‌است.
کویر لوت و دشت کویر از بیابان‌های اصلی و بزرگ ایران‌اند.